# Valse criollo (Río de la Plata)
 (septembre 2021).
Si vous disposez d'ouvrages ou d'articles de référence ou si vous connaissez des sites web de qualité traitant du thème abordé ici, merci de compléter l'article en donnant les références utiles à sa vérifiabilité et en les liant à la section « Notes et références ».
Pour les articles homonymes, voir Criollo (homonymie).
Pour les autres formes de valse, voir Valse.
La valse créole, vals criollo ou valse argentine (ou uruguayenne) appelée aussi parfois valse tango, valse créole, ou vals (en espagnol, on l'appelle « El vals criollo »), est une valse du Rio de la Plata (rythme à trois temps), sur laquelle on danse traditionnellement le tango, dans les milongas.

## Description
La technique de base de la danse (pas, guidage), est la même que pour le tango, mais la rythmique à trois temps implique aussi des dynamiques de pas spécifiques à la valse et, souvent, une plus grande fluidité de mouvement que lorsqu’on danse sur un rythme de tango (bien que cela dépende des types de tangos et des danseurs). Les pas et figures tournants sont privilégiés. Les pas et figures nécessitant un fort ralentissement ou un arrêt de la marche sont moins propices à la valse.
Les danseurs marchent sur le premier temps de chaque mesure, ce qui donne une fluidité régulière à la danse. Ils peuvent en plus, par moments, marcher sur le deuxième temps ou, plus rarement, sur le troisième temps, ce qui produit un contretemps asymétrique. (1,.,.,1,2,.,1,2,.,1,.,.,1  ou, plus rarement, 1,.,.,1,.,3,1,.,3,1,.,.,1)
La valse s'intègre au répertoire du tango dansé à partir des années 1920. Traditionnellement, dans les milongas d'aujourd'hui, les valses représentent entre 10 % et 20 % de la musique diffusée.